# Грб Токелауа
Грб Токелауа је званични хералдички симбол пацифичких острва Токелау.
Грб је усвојен у мају 2008. године. До тада се користио грб Новог Зеланда.
Централни мотив грба је тулума, традиционална резбарена дрвена кутија, коју користе рибари на Токелауу. Бели крст у средини тулуме и натпис испод „Tokelau mo te Atua“ (Токелау у име Бога) стављају јак нагласак на хришћанство на Токелауу.